# Leander Rising
A Leander Rising (korábban Leander) egy magyar metalegyüttes volt.
A Leander-projekt 2009-ben indult Köteles Leander előző zenekara, a Babylon feloszlása után. Ekkor még csak szólóprojekt volt a zenekar. 2010-ben Vörös Attila felvette Leanderrel a kapcsolatot, miután az akkor már az interneten nagy port kavaró Csak Te c. dal eljutott hozzá, majd egy 2010-es telt házas budapesti koncert után újabb két taggal, Takács József "Jozzy"-val és Maczák Márkkal megalapították közös zenekarukat. Névként a Leander maradt. 2011-ben egy sikeres nyári fesztivál turné után a Sony Magyarország is felfigyelt a zenekarra, majd leszerződtette őket. 2012. március 24-én debütált első nagylemezük, a Szívidomár, majd nyáron a lemez angol változata, a Heart Tamer is megjelent először online, majd 2012. november 27-én lemezes formában is. A zenekar 2012 nyarán változtatta nevét Leander Risingra.
2014. szeptemberében jelent meg az Öngyötrő című második Leander Rising-album. 2015-ben az együttes bekerült A Dal eurovíziós nemzeti dalválasztó show elődöntőjébe Lőjetek fel című dalukkal.
2015. szeptember 6-án a zenekar hivatalos Facebook oldalán jelentette be, hogy az év végén beszünteti működését. Köteles Leander Leander Kills néven folytatja a zenélést, Budai Béla dobos a Moby Dick-ben zenél tovább, Jozzy pedig String Theory nevű együttesét viszi tovább.

## Diszkográfia
| Év   | Album      | Legmagasabb helyezés                   | Minősítés |
| Év   | Album      | MAHASZ Top 40 album- és válogatáslemez | Minősítés |
| ---- | ---------- | -------------------------------------- | --------- |
| 2012 | Szívidomár | 3                                      |           |
| 2014 | Öngyötrő   | 6                                      |           |

## Tagok
- Köteles Leander - ének, billentyűk, basszusgitár
- Vörös Attila - ritmusgitár
- Takács József "Jozzy" - szólógitár, vokál
- Budai Béla - dobok, ütősök